# Rio dell'Angelo Raffaele
Le rio dell'Angelo Raffaele (en vénitien rio de l'Anzolo Rafael; canal de l'ange Raphaël) est un canal de Venise dans le sestiere de Dorsoduro.

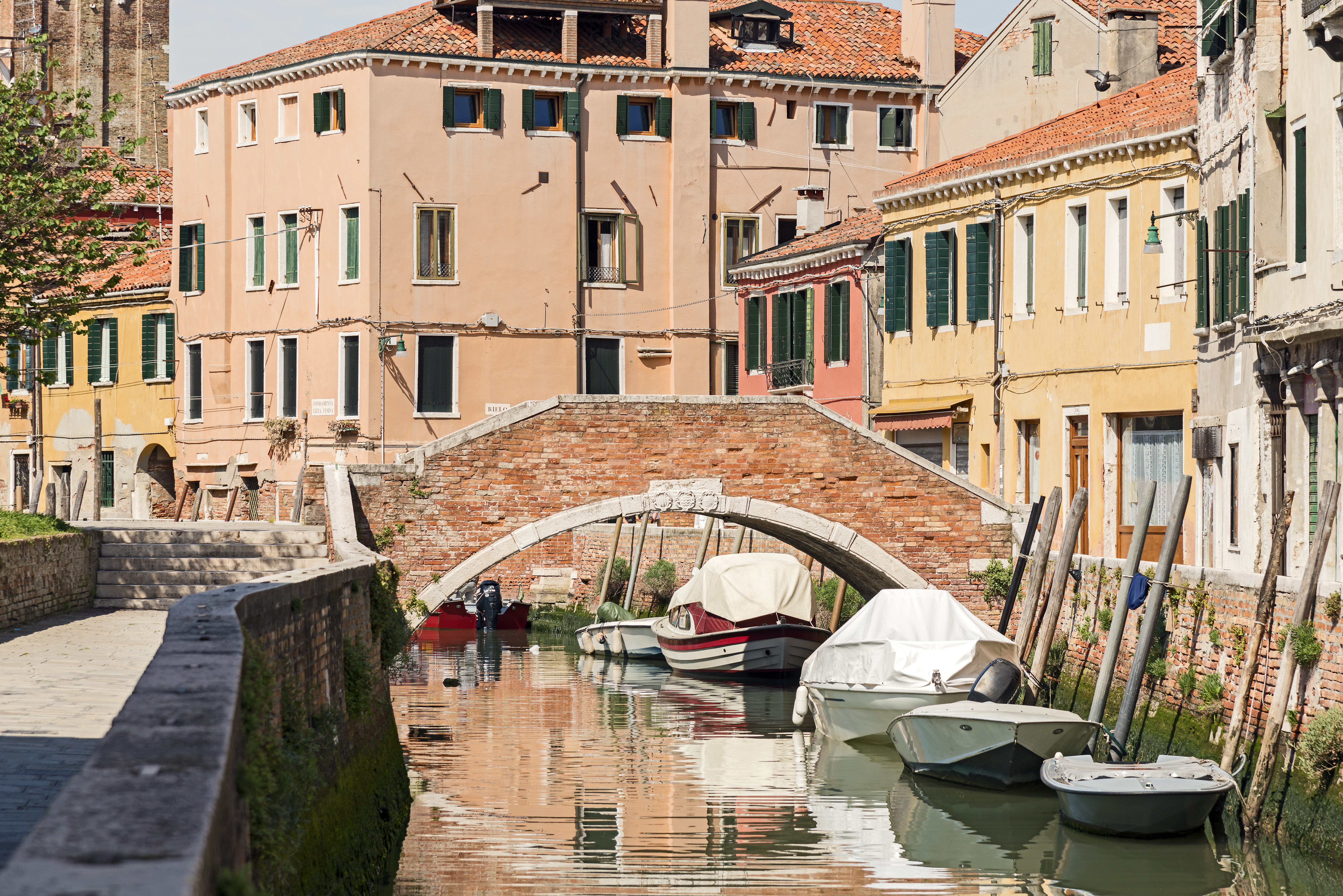
Rio dell'Angelo Raffaele ponte de la Piova

## Description
Le rio de l'Anzolo Rafael a une longueur d'environ 180 mètres. Il raccorde le rio di San Nicolo' dei Mendicoli vers le nord-est au rio dei Carmini, au confluent du rio de San Sebastian.

## Toponymie
L' église de l'Archange Raphaël (l' Anzolo), a été construite en 416 par Adriana, épouse de Genusio Ruteno, seigneur de Padoue. Incendiée en 899, en 1105 et en 1149, elle a été reconstruite et consacrée en 1193. Elle tint debout pendant plus de quatre siècles, jusqu'à ce que, menaçant de s'effondrer, elle fut renouvelée en 1618 par Francesco Contin.

## Situation et lieux remarquables
Ce rio longe :
sur son flanc nord
- les fondamenta Barbarigo et Briati
- Le palais Minotto
- Le palais Ariani

sur son flanc sud
- L'Église dell'Angelo Raffaele
- la Fondamenta della Pescaria
- Le Corte Lardoni Espace vert

### Ponts
Ce rio est traversé par deux ponts (d'ouest en est) :
- le ponte de la Piova reliant fondamenta de la Pescaria et corte Maggiore ;
- le ponte de l'Anzolo reliant fondamente Barabrigo et l'Église dell'Angelo Raffaele.

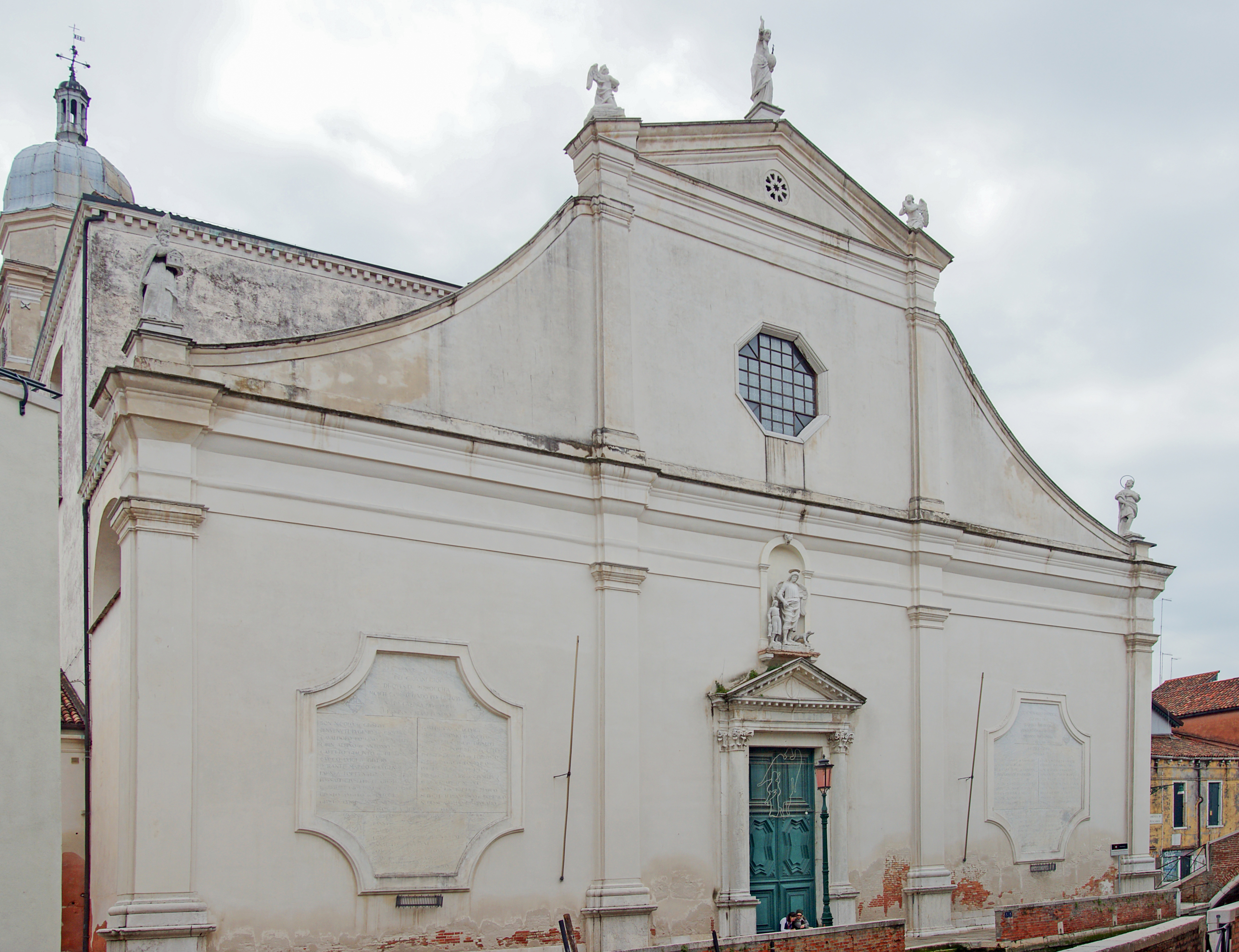
Façade de l'église dell'Angelo Raffaele
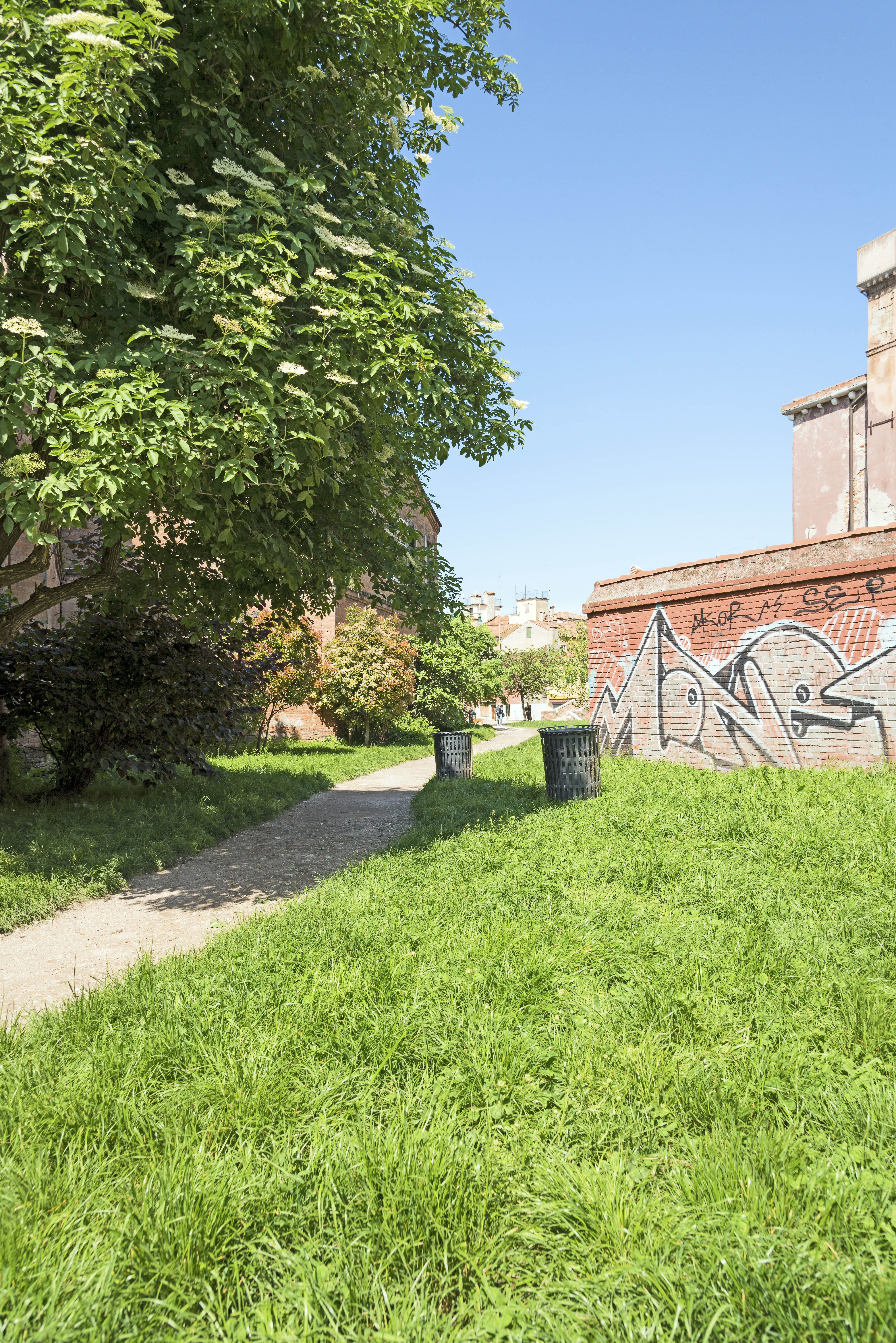
Corte Lardoni
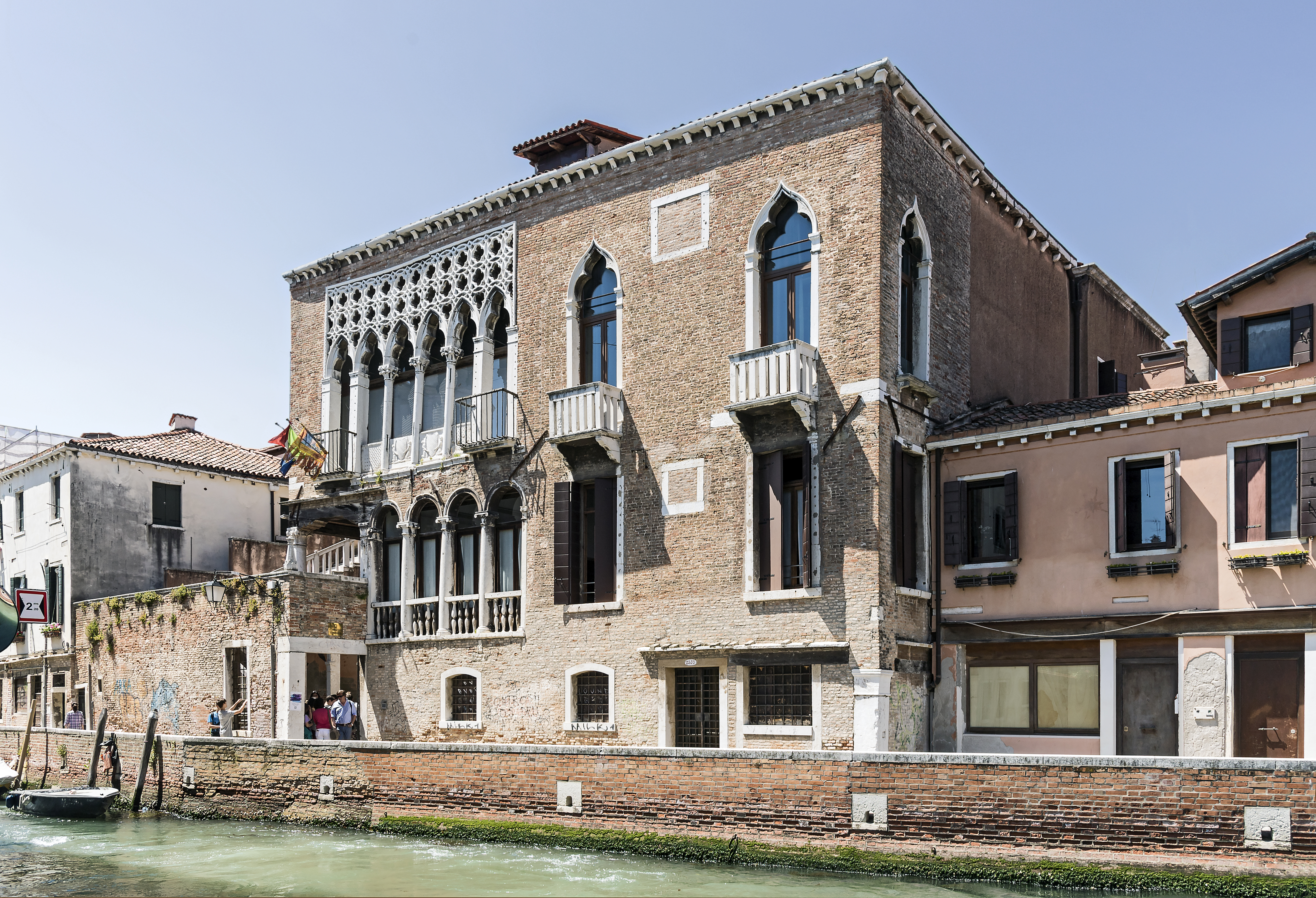
Palais Ariani
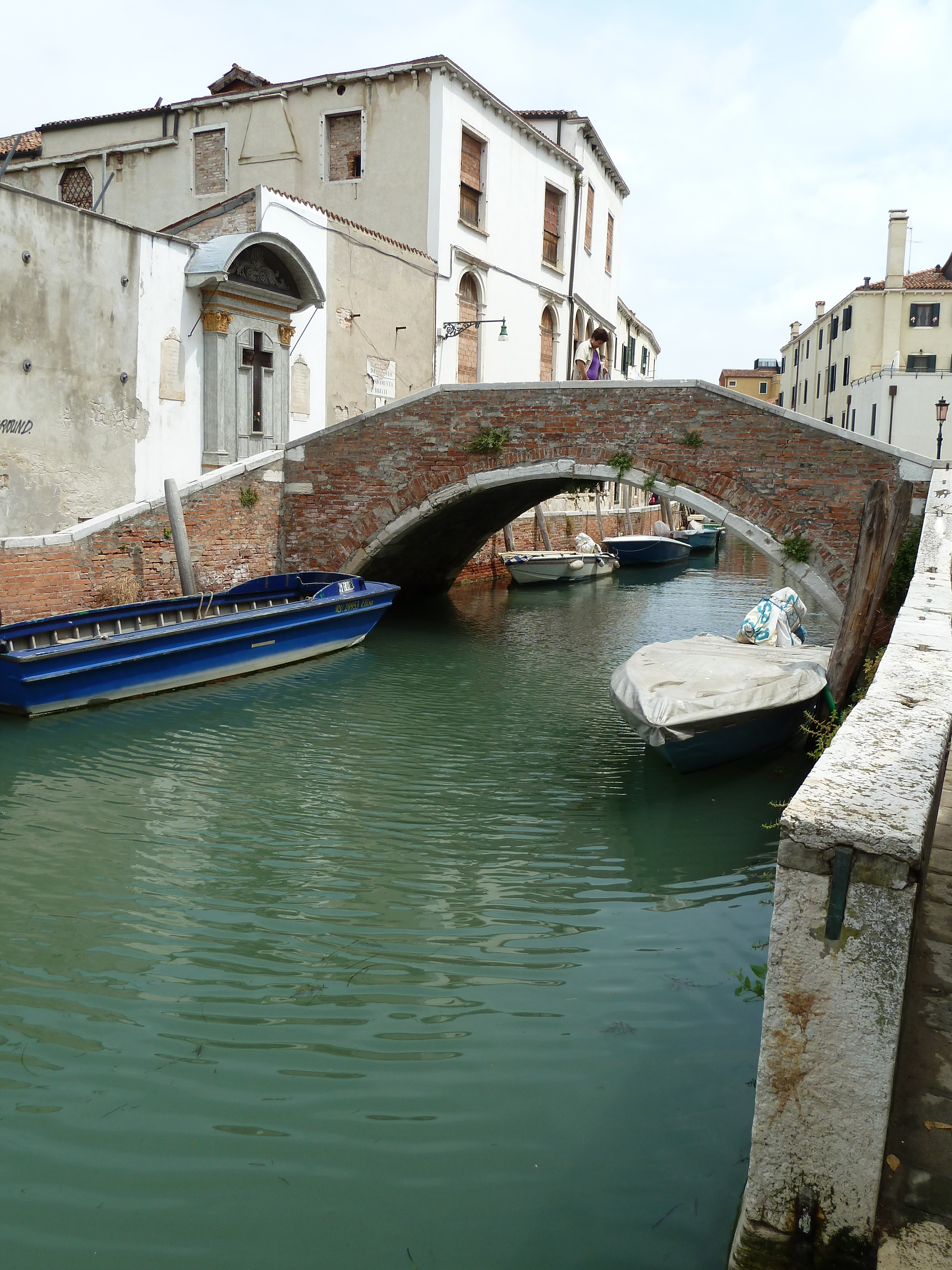
Ponte dell'Anzolo
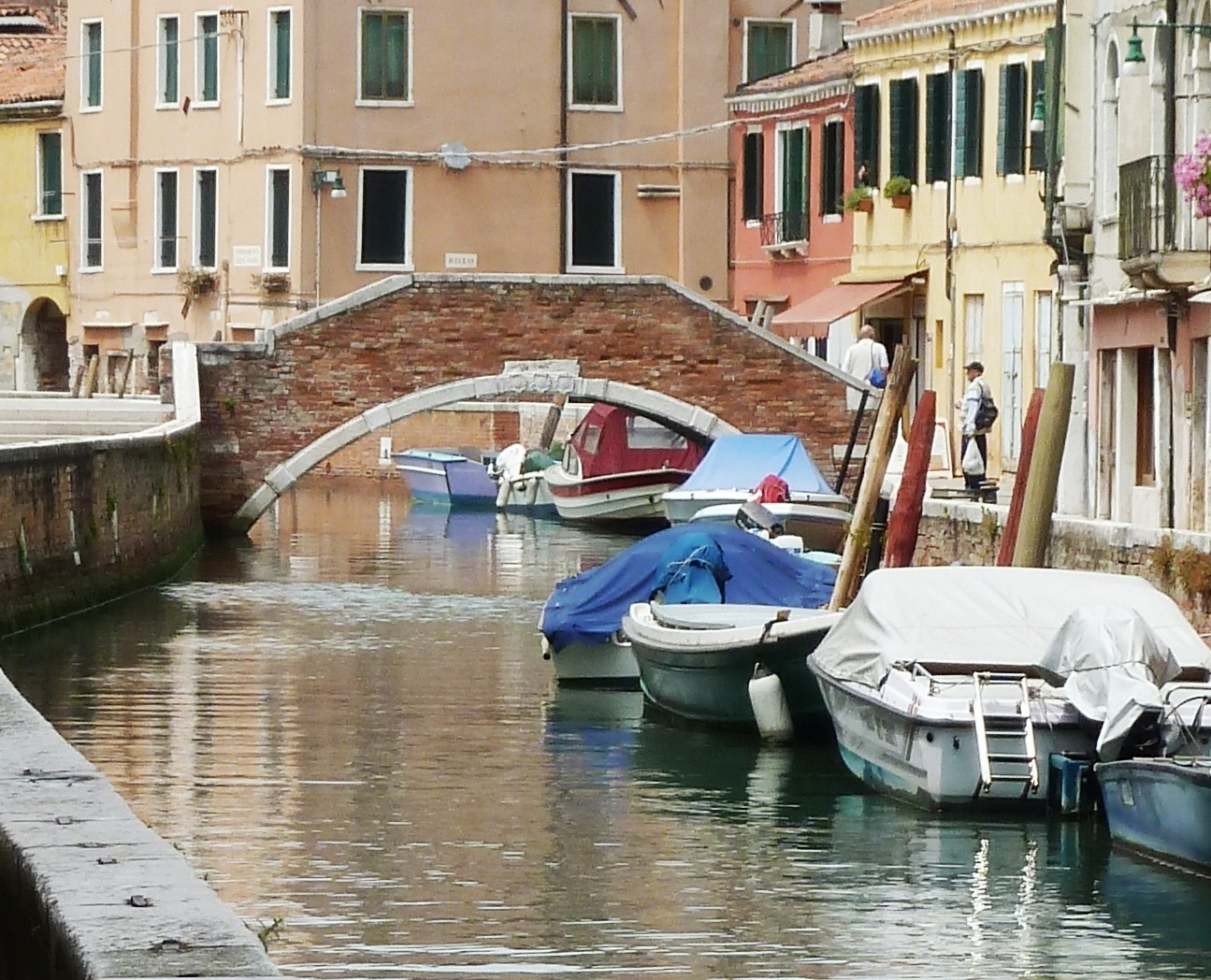
Ponte de la Piova